# Ligue Ethias 2011-12
La Ligue Ethias 2011-12 fue la edición número 85 de la Ligue Ethias, la primera división del baloncesto profesional de Bélgica. Resultó campeón por decimotercera vez en su historia el Telenet Oostende.

### Equipos 2011-2012 y localización
| Club                          | Ciudad    | Pabellón            | Capacidad |
| ----------------------------- | --------- | ------------------- | --------- |
| Belfius Mons-Hainaut          | Mons      | Mons.Arena          | 4000      |
| Belgacom Liège                | Lieja     | Country Hall Ethias | 5000      |
| Generali Okapi Aalstar        | Aalst     | Okapi Forum         | 2800      |
| Optima Gent                   | Gante     | Sportarena Tolhuis  | 2374      |
| Port of Antwerp Giants        | Amberes   | Lotto Arena         | 5218      |
| Proximus Spirou               | Charleroi | Spiroudome          | 6200      |
| Stella Artois Leuven Bears    | Leuven    | Sportoase           | 3400      |
| Telenet Oostende              | Ostend    | Sleuyter Arena      | 5000      |
| VOO Wolves Verviers-Pepinster | Verviers  | Halle du Paire      | 4000      |

## Temporada regular
| Pos | Equipo                 | PJ | G  | P  | PF   | PC   | Clasificación                 |
| --- | ---------------------- | -- | -- | -- | ---- | ---- | ----------------------------- |
| 1   | Telenet Oostende       | 32 | 23 | 9  | 2467 | 2275 | Clasificados para semifinales |
| 2   | Port of Antwerp Giants | 32 | 23 | 9  | 2291 | 2052 | Clasificados para semifinales |
| 3   | Belgacom Spirou        | 32 | 23 | 9  | 2478 | 2218 | Clasificados para Playoffs    |
| 4   | Generali Okapi Aalstar | 32 | 18 | 14 | 2599 | 2462 | Clasificados para Playoffs    |
| 5   | Belfius Mons-Hainaut   | 32 | 15 | 17 | 2388 | 2412 | Clasificados para Playoffs    |
| 6   | Leuven Bears           | 32 | 14 | 18 | 2414 | 2441 | Clasificados para Playoffs    |
| 7   | Optima Gent            | 32 | 12 | 20 | 2161 | 2222 | –                             |
| 8   | Belgacom Liège         | 32 | 11 | 21 | 2266 | 2468 | –                             |
| 9   | VOO Verviers-Pepinster | 32 | 5  | 27 | 2177 | 2641 | –                             |

## Playoffs
|  | Cuartos de final | Cuartos de final       | Cuartos de final       |                        |   | Semifinales          | Semifinales | Semifinales |  |   | Final                | Final | Final |  |
|  |                  |                        |                        |                        |   |                      |             |             |  |   |                      |       |       |  |
|  |                  |                        |                        |                        |   |                      |             |             |  |   |                      |       |       |  |
|  | 4                | Generali Okapi Aalstar | 0                      |                        |   |                      |             |             |  |   |                      |       |       |  |
|  | 4                | Generali Okapi Aalstar | 0                      |                        |   |                      |             |             |  |   |                      |       |       |  |
|  | 5                | Belfius Mons-Hainaut   | 2                      |                        |   |                      |             |             |  |   |                      |       |       |  |
|  | 5                | Belfius Mons-Hainaut   | 2                      |                        | 1 | Telindus BC Oostende | 2           |             |  |   |                      |       |       |  |
|  |                  |                        |                        |                        | 1 | Telindus BC Oostende | 2           |             |  |   |                      |       |       |  |
|  |                  |                        | 5                      | Belfius Mons-Hainaut   | 0 |                      |             |             |  |   |                      |       |       |  |
|  | 3                | Belgacom Spirou Basket | 5                      | Belfius Mons-Hainaut   | 0 | 2                    |             |             |  |   |                      |       |       |  |
|  | 3                | Belgacom Spirou Basket |                        |                        |   |                      |             |             |  |   |                      |       |       |  |
|  | 6                | Leuven Bears           | 1                      |                        |   |                      |             |             |  |   |                      |       |       |  |
|  | 6                | Leuven Bears           | 1                      |                        |   |                      |             |             |  | 1 | Telindus BC Oostende | 3     |       |  |
|  |                  |                        |                        |                        |   |                      |             |             |  | 1 | Telindus BC Oostende | 3     |       |  |
|  |                  |                        | 3                      | Belgacom Spirou Basket | 2 |                      |             |             |  |   |                      |       |       |  |
|  |                  |                        | 3                      | Belgacom Spirou Basket | 2 |                      |             |             |  |   |                      |       |       |  |
|  |                  |                        |                        |                        |   |                      |             |             |  |   |                      |       |       |  |
|  |                  |                        |                        |                        |   |                      |             |             |  |   |                      |       |       |  |
|  |                  | 2                      | Port of Antwerp Giants | 0                      |   |                      |             |             |  |   |                      |       |       |  |
|  |                  |                        |                        | 0                      |   |                      |             |             |  |   |                      |       |       |  |
|  |                  |                        | 3                      | Belgacom Spirou Basket | 2 |                      |             |             |  |   |                      |       |       |  |
|  |                  |                        | 3                      | Belgacom Spirou Basket | 2 |                      |             |             |  |   |                      |       |       |  |
|  |                  |                        |                        |                        |   |                      |             |             |  |   |                      |       |       |  |
|  |                  |                        |                        |                        |   |                      |             |             |  |   |                      |       |       |  |
|  |                  |                        |                        |                        |   |                      |             |             |  |   |                      |       |       |  |
|  |                  |                        |                        |                        |   |                      |             |             |  |   |                      |       |       |  |

## Galardones
| Premio                 | Jugador              | Club           | Enlace |
| ---------------------- | -------------------- | -------------- | ------ |
| MVP de la Liga         | Christopher Copeland | Okapi Aalstar  | [ 1 ]  |
| Jugador más prometedor | Jean-Marc Mwema      | Antwerp Giants |        |
| Jugador belga del año  | Jorn Steinbach       | Okapi Aalstar  |        |
| Entrenador del año     | Bradley Dean         | Okapi Aalstar  |        |
| Star of the Coaches    | Christopher Copeland | Okapi Aalstar  |        |